# 한영 자유 무역 협정
한영 자유 무역 협정(UK-South Korea Free Trade Agreement) 줄여서 한영 FTA는 2019년 8월 22일 영국과 대한민국간 공식 서명되었고, 미래 브렉시트 이후, 즉시 발효될 자유무역협정이다. 본래 대한민국은 한EU 자유 무역 협정에 의거 두 국가는 자유무역을 하고 있었으나, 브렉시트 이후 영국과의 무관세 수출이 불가능해질 것으로 보고 진행되었으며, 아시아 국가 중 최초로 서명한 국가가 되었다.

## 구성
| 서문 |
| 제1장 |
| 목적 및 일반정의                                                                                          |
| 제2장 |
| 상품에 대한 내국민대우 및 시장접근                                                                        |
| · 부속서 2-가 관세철폐                                                                                    |
| 부록 2-가-1 대한민국                                                                                      |
| 부록 2-가-2 영국                                                                                          |
| · 부속서 2-나 전자제품                                                                                    |
| 부록 2-나-1                                                                                               |
| 부록 2-나-2                                                                                               |
| 부록 2-나-3                                                                                               |
| 부록 2-나-4                                                                                               |
| · 부속서 2-다 자동차 및 부품                                                                              |
| 부록 2-다-1                                                                                               |
| 부록 2-다-2                                                                                               |
| 부록 2-다-3                                                                                               |
| · 부속서 2-라 의약품 및 의료기기                                                                          |
| · 부속서 2-마 화학물질                                                                                    |
| 제3장 |
| 무역구제                                                                                                  |
| · 부속서 3 농업 긴급수입제한조치                                                                          |
| 제4장 |
| 무역에 대한 기술장벽                                                                                      |
| · 부속서 4 무역에 대한 기술장벽 조정자                                                                    |
| 제5장 |
| 위생 및 식물위생 조치                                                                                     |
| 제6장 |
| 관세 및 무역원활화                                                                                        |
| 제7장 |
| 서비스 무역·설립 및 전자상거래                                                                            |
| · 부속서 7-가 약속 목록                                                                                   |
| · 부속서 7-가-1 영국 제7.7조에 합치하는 약속 목록(국경 간 서비스 공급)                                    |
| · 부속서 7-가-2 영국 제7.13조와 합치하는 약속 목록(설립)                                                  |
| · 부속서 7-가-3 영국 제7.18조 및 제7.19조에 합치하는 유보 목록(핵심인력과 대졸연수생 및 상용서비스판매자) |
| · 부속서 7-가-4 대한민국 제7.7조, 제7.13조, 제7.18조 및 제7.19조에 합치하는 구체적 약속에 관한 양허표     |
| · 부속서 7-나 최혜국대우 면제                                                                             |
| · 부속서 7-다 최혜국대우 면제 목록                                                                        |
| · 부속서 7-라 금융 서비스에 관한 추가적 약속                                                              |
| 대한민국의 우편개혁계획에 관한 양해                                                                       |
| 통신서비스에 관한 구체적 약속에 관한 양해                                                                 |
| 용도 지역 지구제·도시 계획 및 환경 보호와 관련된 규제에 관한 양해                                         |
| 제7.5조제2항가호 각주 5에 관한 양해                                                                       |
| 제8장 |
| 지급 및 자본이동                                                                                          |
| 제9장 |
| 정부조달                                                                                                  |
| · 부속서 9 건설·운영·이전 방식 계약 및 공공사업 실시 협약                                                 |
| 제10장 |
| 지식재산                                                                                                  |
| · 부속서 10-가 농산물 및 식품에 대한 지리적 표시                                                          |
| · 부속서 10-나 포도주, 방향포도주 및 증류주에 대한 지리적 표시                                            |
| 지식재산 장 제10.30조의 각주 14에 관한 양해                                                               |
| 제11장 |
| 경쟁 |
| 제12장 |
| 투명성 |
| 제13장 |
| 무역과 지속가능한 발전                                                                                    |
| · 부속서 13 무역과 지속가능한 발전에 관한 협력                                                            |
| 제14장 |
| 분쟁해결                                                                                                  |
| · 부속서 14-가 비관세조치에 대한 중개 매커니즘                                                            |
| · 부속서 14-나 중재절차 규칙                                                                              |
| · 부속서 14-다 중재패널 구성원과 중개인에 대한 행동규범                                                   |
| 제15장 |
| 제도·일반 및 최종규정                                                                                     |

## 같이 보기
- 브렉시트